# Rencurel
Rencurel település Franciaországban, Isère megyében. Lakosainak száma 349 fő (2022. január 1.). Rencurel Saint-Pierre-de-Chérennes, Villard-de-Lans, Saint-Julien-en-Vercors, Choranche, Izeron, Malleval-en-Vercors, Autrans-Méaudre-en-Vercors, Presles, Rovon és Saint-Gervais községekkel határos.

## Népesség
A település népessége az elmúlt években az alábbi módon változott:
| Lakosok száma | 365  | 292  | 270  | 309  | 296  | 304  | 322  | 324  | 331  | 349  |
|               | 1968 | 1982 | 1990 | 2006 | 2013 | 2015 | 2017 | 2019 | 2020 | 2022 |